# Instituto da Criança do Hospital das Clínicas da FMUSP
O Instituto da Criança do Hospital das Clínicas da Faculdade de Medicina da Universidade de São Paulo - ICr/HCFMUSP é uma das sete unidades hospitalares que integram e, juntas, formam o Hospital das Clínicas da FMUSP.

## Histórico
O Instituto da Criança do HCFMUSP foi criado pelo pelo Decreto Estadual nº 52.481, de 2 de julho de 1970, com o objetivo de ser o hospital-escola das disciplinas ministradas pelo Departamento de Pediatria e Puericultura da Faculdade de Medicina da USP.
Os estudos para a criação do ICr tiveram início no final da década de 60, com a autorização do então governador do estado de São Paulo, Abreu Sodré.
No início de 1972, surgiu o primeiro embrião do que viria a se tornar o ICr. Idealizada pelo Prof. Dr. Fábio Pileggi, surgia no Instituto Central do HC-FMUSP, a primeira UTI exclusiva para crianças no Brasil.
Em 1973, começa definitivamente a construção do novo instituto. No mesmo ano, com doação de recursos por parte da Fundação Kellogg's, começa o treinamento e atividades de aprimoramento do corpo médico e multiprofissional que viria a atuar no ICr.
Entre 1975 e 1976, após a conclusão das obras, entra em funcionamento todas as divisões do ICr, clínicas e administrativas.
Em 1992, com auxílio da Fundação Faculdade de Medicina (FFM), o ICr passou a gozar de relativa autonomia financeira, bem como, foi implantado um novo plano diretor.
Durante a década de 90, o ICr firmou diversas parcerias, inclusive com instituições privadas, a fim de obtenção de novos recursos a serem destinados a melhoria das condições de atendimento ao público em geral.
No ano de 1999, através de termo de cooperação técnica firmado entre o Departamento de Pediatria da FMUSP, o Ministério da Saúde e a Secretaria da Saúde do estado de São Paulo, o ICr passa a atuar também como Centro de Referência Nacional em Saúde da Criança (CRNS-Criança).
Em 2001, é inaugurado o novo edifício do pronto-socorro do ICr, no qual foram aplicados novos conceitos de arquitetura hospitalar visando uma maior humanização no atendimento prestado.
Atualmente, o ICr-HCFMUSP além de atender casos complexos de pacientes oriundos de todas as regiões do país e também de outros países da América Latina, desenvolve continuamente a pesquisa científica e a investigação médica de ponta, em estreita colaboração, com o Departamento de Pediatria e Puericultura da Faculdade de Medicina da Universidade de São Paulo.

## Estrutura
O Instituto da Criança do HCFMUSP conta com diversas unidades médicas especializadas no atendimento de crianças e adolescentes, dentre elas se destacam:
- Centro de Assistência Toxicológica
- Centro de Cirurgia Pediátrica
- Centro de Terapia Intensiva Pediátrica
- Instituto de Tratamento do Câncer Infantil
- Núcleo de Consultoria e Apoio em Metodologia de Pesquisa e Estatística
- Seção de Assistência Comunitária (Disciplina de Pediatria Preventiva e Social da FMUSP)
- Serviço de Consultas de Urgência e Triagem (pronto-socorro)
- Serviço de Radiologia Pediátrica (Serviço de Diagnóstico por Imagem)
- Unidade de Cuidados Intensivos Neonatal
- Unidade de Pesquisa Experimental

## Localização
O ICr-HCFMUSP está localizado na região central da Cidade de São Paulo, na área conhecida como o quadrilátero da saúde, local onde se encontram instalados os demais institutos do complexo do Hospital das Clínicas de São Paulo, a Faculdade de Medicina, a Escola de Enfermagem, a Faculdade de Saúde Pública, todos da USP. Também ali estão sediados o Instituto Adolfo Lutz, o Instituto de Infectologia Emílio Ribas, o Instituto Médico-Legal e a Secretaria da Saúde do estado de São Paulo.